# Spondylolysis

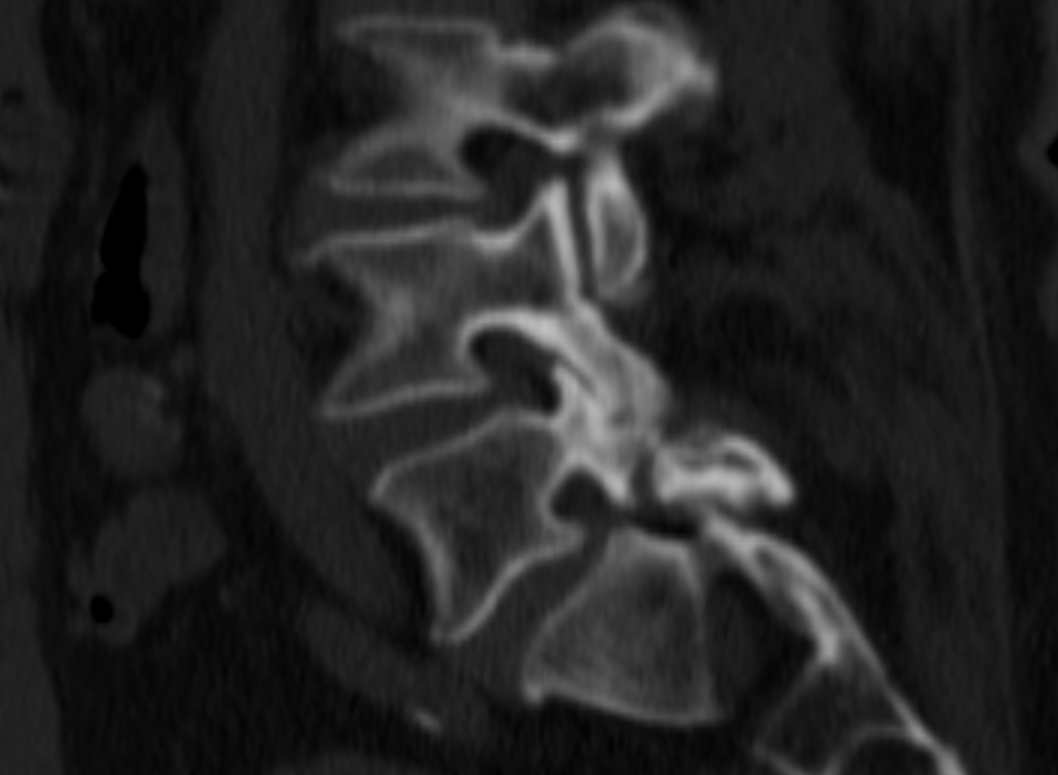
Spondylolyse LWK 5 in der Computertomographie: Sagittale Rekonstruktion.

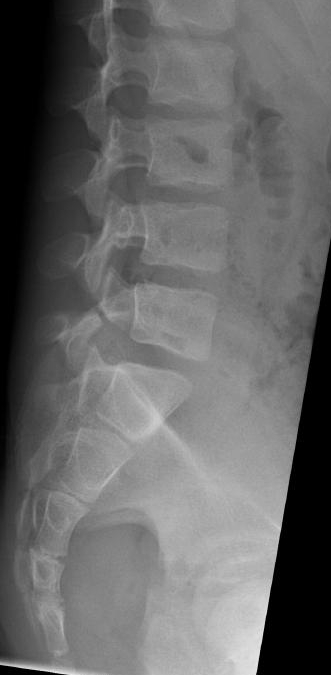
Röntgenbild der LWS seitlich, Spondylolyse L5/S1 bei einem 11-jährigen Jungen

Als  Spondylolysis oder Spondylolyse bezeichnet man die Unterbrechung der Pars interarticularis (Interartikularportion, der Bereich zwischen oberem und unterem Gelenkfortsatz) im Bogen meist des fünften (80 % der Fälle) oder vierten Lendenwirbels (15 % der Fälle).

## Ursachen
Es besteht eine genetische Prädisposition, wobei die Spondylolysis nie bei der Geburt vorhanden ist, sondern sich im Anschluss entwickelt. Eine traumatische Pathogenese ist ebenfalls möglich. Kinder, die Sportarten mit häufigem Reklinieren (Rückwärtsbeugen), beispielsweise Turnen oder Schmetterlingschwimmen, intensiv ausüben, haben ein erhöhtes Risiko.
Bei Patienten mit zerebraler Bewegungsstörung sowie Beugekontrakturen tritt eine Spondylolyse gehäuft auf. Es findet sich eine Assoziation mit dem Morbus Scheuermann sowie dem Marfan-Syndrom.

## Häufigkeit
Nach dem Wachstumsabschluss ist sie in der Bevölkerung bei 7 % zu finden.

## Klinik
In der Regel verursacht die Spondylolyse keine Beschwerden; wenn doch, dann bei Rückwärtsneigung des Rumpfes.
Als Folge der Spondylolysis ist die Mobilität des Wirbelsegments erhöht, was zu asymmetrischem Wachstum der Grund- und Deckplatten und somit zur Entwicklung eines Wirbelgleitens (Spondylolisthesis) führen kann. In seltenen Fällen führt die Spondylolysis zum völligen Abrutschen des Wirbelkörpers (Spondyloptose).